# Erle Montaigue
Erle Montaigue (* 1949; † 26. Januar 2011) ist ein international bekannter Lehrer der chinesischen inneren Kampfkünste Taijiquan und Baguazhang sowie des Qigong.

## Werdegang
Montaigue wurde in einem kleinen Minendorf etwa 50 Meilen südlich von Sydney geboren. Bevor er Taijiquan-Lehrer wurde, trainierte Erle Wrestling und war auch ein einigermaßen erfolgreicher Musiker.
Seinen ersten Kontakt mit den inneren Kampfkünsten hatte Montaigue im Jahre 1968, als er seinen ersten Taijiquan-Lehrer fand, Wong Eog.
Im Jahre 1973 wurde er einer der ersten Schüler von Chu King-Hung in London, von dem er den neueren Yang-Stil des Taijiquan nach Yang Chengfu erlernte. Später wurde er Schüler von Chiang Yiu-Chun, der ein Meisterschüler von Yang Shaohou war, und von dem Montaigue den ursprünglichen, „älteren“ Yang-Stil erlernte, der sonst nur im Geheimen weitergegeben wurde.
Im Jahre 1981 reiste Montaigue nach Hongkong, wo seine Form von Yang Zhenming korrigiert wurde. Danach war er der erste Nicht-Chinese, der Chinesen im Taijiquan unterrichtete. Im Mai 1985 durfte Montaigue als erster Nicht-Chinese am All China National Wushu Tournament teilnehmen und sein Taijiquan präsentieren.
Im Jahr 2000 zog Montaigue von Australien nach Wales, wo er bis zu seinem überraschenden Tod am 26. Januar 2011 wohnte.

## Tätigkeit und Veröffentlichungen
Montaigue unterrichtete Taijiquan, Baguazhang und Qigong auf der ganzen Welt.
Seine Artikel wurden in vielen Kampfkunstzeitschriften veröffentlicht. Erle hat mehr als 20 Bücher und über 330 DVDs über Taijiquan, Baguazhang und Qigong veröffentlicht. Montaigue war Herausgeber des Magazins Combat and Healing, welches weltweit veröffentlicht wird.
Montaigue war Vize-Vorsitzender der Federation of Australian Wushu and Kung Fu Organization und der Kurs-Koordinator für Taijiquan und Baguazhang des National Coaching Accreditation Scheme for Kung Fu. Weiter war Montaigue Präsident der Australian Therapeutic Movement Association und der Vorsitzende der World Taiji Boxing Association. Die letztgenannte Organisation umfasst in 23 Ländern Taijiquanschulen, deren Lehrer von Montaigue ausgebildet wurden.